# Mahmoud Hamdy
Mahmoud Hamdy, conosciuto come El-Wensh (in arabo محمود حمدي‎?; 1º giugno 1995), è un calciatore egiziano, difensore dello Zamalek e della nazionale egiziana.

## Biografia
È soprannominato El-Wensh (gru in italiano).

## Caratteristiche tecniche
È un difensore centrale.

## Carriera

### Club
Il 3 agosto 2016 lascia l'El Gaish, firmando un quinquennale con lo Zamalek.

### Nazionale
Esordisce in nazionale il 25 maggio 2018 contro il Kuwait, amichevole di preparazione in vista dei Mondiali. Il 4 giugno viene incluso nella lista dei 23 convocati per il campionato del mondo 2018. Assiste i compagni – eliminati nella fase a gironi – dalla panchina, senza scendere in campo.
L'11 giugno 2019 viene incluso dal CT Javier Aguirre nella lista definitiva dei 23 convocati per la fase finale della Coppa d'Africa 2019, disputata in Egitto. Il cammino della squadra si interrompe agli ottavi di finale contro il Sudafrica.
Dopo aver preso parte ai Giochi Olimpici di Tokyo, il 29 dicembre 2021 viene incluso dal CT Carlos Queiroz nella lista definitiva dei 25 convocati per la fase finale della Coppa d'Africa 2021, dove l'Egitto viene sconfitto in finale dal Senegal ai calci di rigore.

## Statistiche

### Presenze e reti nei club
Statistiche aggiornate all'8 dicembre 2024.
| Stagione        | Squadra         | Campionato      | Campionato | Campionato | Coppe nazionali | Coppe nazionali | Coppe nazionali | Coppe continentali | Coppe continentali | Coppe continentali | Altre coppe | Altre coppe | Altre coppe | Totale | Totale |
| Stagione        | Squadra         | Comp            | Pres       | Reti       | Comp            | Pres            | Reti            | Comp               | Pres               | Reti               | Comp        | Pres        | Reti        | Pres   | Reti   |
| --------------- | --------------- | --------------- | ---------- | ---------- | --------------- | --------------- | --------------- | ------------------ | ------------------ | ------------------ | ----------- | ----------- | ----------- | ------ | ------ |
| 2013-2014       | El Gaish        | PL              | 8          | 0          | CE              | 1               | 0               | -                  | -                  | -                  | -           | -           | -           | 9      | 0      |
| 2014-2015       | El Gaish        | PL              | 27         | 1          | CE              | 1               | 0               | -                  | -                  | -                  | -           | -           | -           | 28     | 1      |
| 2015-2016       | El Gaish        | PL              | 31         | 0          | CE              | 1               | 0               | -                  | -                  | -                  | -           | -           | -           | 32     | 0      |
| Totale El Gaish | Totale El Gaish | Totale El Gaish | 66         | 1          |                 | 3               | 0               |                    | -                  | -                  |             | -           | -           | 69     | 1      |
| 2016-2017       | Zamalek         | PL              | 24         | 0          | CE              | 3               | 0               | CCL                | 6                  | 0                  | SE          | 1           | 0           | 34     | 0      |
| 2017-2018       | Zamalek         | PL              | 21         | 1          | CE              | 5               | 0               | ACC+CC             | 2+1                | 1+0                | -           | -           | -           | 29     | 2      |
| 2018-2019       | Zamalek         | PL              | 21         | 1          | CE              | 1               | 0               | ACC+CC             | 2+11               | 0                  | S-AE+SE     | 1+1         | 0           | 37     | 1      |
| 2019-2020       | Zamalek         | PL              | 24         | 2          | CE              | 1               | 0               | CCL                | 11                 | 1                  | SE+SA       | 1+1         | 0           | 38     | 3      |
| 2020-2021       | Zamalek         | PL              | 30         | 0          | CE              | 4               | 0               | CCL                | 5                  | 2                  | -           | -           | -           | 39     | 2      |
| 2021-2022       | Zamalek         | PL              | 25         | 2          | CE              | 0               | 0               | CCL                | 7                  | 1                  | SE          | 0           | 0           | 32     | 3      |
| 2022-2023       | Zamalek         | PL              | 8          | 1          | CE              | 0               | 0               | CCL                | 4                  | 1                  | -           | -           | -           | 12     | 2      |
| 2023-2024       | Zamalek         | PL              | 0          | 0          | CE              | 0               | 0               | ACC+CC             | 0                  | 0                  | -           | -           | -           | 0      | 0      |
| 2024-2025       | Zamalek         | PL              | 1          | 0          | CE              | 0               | 0               | CC                 | 1                  | 0                  | SE+SA       | 0           | 0           | 2      | 0      |
| Totale Zamalek  | Totale Zamalek  | Totale Zamalek  | 154        | 7          |                 | 14              | 0               |                    | 50                 | 6                  |             | 5           | 0           | 223    | 13     |
| Totale carriera | Totale carriera | Totale carriera | 220        | 8          |                 | 17              | 0               |                    | 50                 | 6                  |             | 5           | 0           | 292    | 14     |

### Cronologia presenze e reti in nazionale
| Cronologia completa delle presenze e delle reti in nazionale ― Egitto | Cronologia completa delle presenze e delle reti in nazionale ― Egitto | Cronologia completa delle presenze e delle reti in nazionale ― Egitto | Cronologia completa delle presenze e delle reti in nazionale ― Egitto | Cronologia completa delle presenze e delle reti in nazionale ― Egitto | Cronologia completa delle presenze e delle reti in nazionale ― Egitto | Cronologia completa delle presenze e delle reti in nazionale ― Egitto | Cronologia completa delle presenze e delle reti in nazionale ― Egitto |
| Data                                                                  | Città                                                                 | In casa                                                               | Risultato                                                             | Ospiti                                                                | Competizione                                                          | Reti                                                                  | Note                                                                  |
| --------------------------------------------------------------------- | --------------------------------------------------------------------- | --------------------------------------------------------------------- | --------------------------------------------------------------------- | --------------------------------------------------------------------- | --------------------------------------------------------------------- | --------------------------------------------------------------------- | --------------------------------------------------------------------- |
| 25-5-2018                                                             | Al Kuwait                                                             | Kuwait                                                                | 1 – 1                                                                 | Egitto                                                                | Amichevole                                                            | -                                                                     |                                                                       |
| 16-6-2019                                                             | Alessandria d'Egitto                                                  | Egitto                                                                | 3 – 1                                                                 | Guinea                                                                | Amichevole                                                            | -                                                                     |                                                                       |
| 14-11-2020                                                            | Il Cairo                                                              | Egitto                                                                | 1 – 0                                                                 | Togo                                                                  | Qual. Coppa d'Africa 2021                                             | 1                                                                     |                                                                       |
| 17-11-2020                                                            | Lomé                                                                  | Togo                                                                  | 1 – 3                                                                 | Egitto                                                                | Qual. Coppa d'Africa 2021                                             | -                                                                     | 40’                                                                   |
| 25-3-2021                                                             | Nairobi                                                               | Kenya                                                                 | 1 – 1                                                                 | Egitto                                                                | Qual. Coppa d'Africa 2021                                             | -                                                                     |                                                                       |
| 29-3-2021                                                             | Il Cairo                                                              | Egitto                                                                | 4 – 0                                                                 | Comore                                                                | Qual. Coppa d'Africa 2021                                             | -                                                                     |                                                                       |
| 1-9-2021                                                              | Il Cairo                                                              | Egitto                                                                | 1 – 0                                                                 | Angola                                                                | Qual. Mondiali 2022                                                   | -                                                                     | 15’                                                                   |
| 5-9-2021                                                              | Franceville                                                           | Gabon                                                                 | 1 – 1                                                                 | Egitto                                                                | Qual. Mondiali 2022                                                   | -                                                                     |                                                                       |
| 30-9-2021                                                             | Alessandria d'Egitto                                                  | Egitto                                                                | 2 – 0                                                                 | Liberia                                                               | Amichevole                                                            | -                                                                     | 52’                                                                   |
| 8-10-2021                                                             | Alessandria d'Egitto                                                  | Egitto                                                                | 1 – 0                                                                 | Libia                                                                 | Qual. Mondiali 2022                                                   | -                                                                     |                                                                       |
| 11-10-2021                                                            | Bengasi                                                               | Libia                                                                 | 0 – 3                                                                 | Egitto                                                                | Qual. Mondiali 2022                                                   | -                                                                     | 74’                                                                   |
| 16-11-2021                                                            | Alessandria d'Egitto                                                  | Egitto                                                                | 2 – 1                                                                 | Gabon                                                                 | Qual. Mondiali 2022                                                   | -                                                                     | 66’                                                                   |
| 1-12-2021                                                             | Doha                                                                  | Egitto                                                                | 1 – 0                                                                 | Libano                                                                | Coppa araba FIFA 2021 - 1º turno                                      | -                                                                     |                                                                       |
| 4-12-2021                                                             | Doha                                                                  | Sudan                                                                 | 0 – 5                                                                 | Egitto                                                                | Coppa araba FIFA 2021 - 1º turno                                      | 1                                                                     | Cap. 60’                                                              |
| 7-12-2021                                                             | Al Wakrah                                                             | Algeria                                                               | 1 – 1                                                                 | Egitto                                                                | Coppa araba FIFA 2021 - 1º turno                                      | -                                                                     |                                                                       |
| 11-12-2021                                                            | Al Wakrah                                                             | Egitto                                                                | 3 – 1 dts                                                             | Giordania                                                             | Coppa araba FIFA 2021 - Quarti di finale                              | -                                                                     |                                                                       |
| 15-12-2021                                                            | Doha                                                                  | Tunisia                                                               | 1 – 0                                                                 | Egitto                                                                | Coppa araba FIFA 2021 - Semifinale                                    | -                                                                     |                                                                       |
| 18-12-2021                                                            | Doha                                                                  | Egitto                                                                | 0 – 0 dts (4 – 5 dtr)                                                 | Qatar                                                                 | Coppa araba FIFA 2021 - Finale 3º posto                               | -                                                                     | 91’                                                                   |
| 11-1-2022                                                             | Garoua                                                                | Nigeria                                                               | 1 – 0                                                                 | Egitto                                                                | Coppa d'Africa 2021 - 1º turno                                        | -                                                                     | 90’                                                                   |
| 15-1-2022                                                             | Garoua                                                                | Guinea-Bissau                                                         | 0 – 1                                                                 | Egitto                                                                | Coppa d'Africa 2021 - 1º turno                                        | -                                                                     | 46’                                                                   |
| 3-2-2022                                                              | Yaoundé                                                               | Camerun                                                               | 0 – 0 dts (1 – 3 dtr)                                                 | Egitto                                                                | Coppa d'Africa 2021 - Semifinale                                      | -                                                                     |                                                                       |
| 6-2-2022                                                              | Yaoundé                                                               | Senegal                                                               | 0 – 0 dts (4 – 2 dtr)                                                 | Egitto                                                                | Coppa d'Africa 2021 - Finale                                          | -                                                                     |                                                                       |
| 25-3-2022                                                             | Il Cairo                                                              | Egitto                                                                | 1 – 0                                                                 | Senegal                                                               | Qual. Mondiali 2022                                                   | -                                                                     | 31’                                                                   |
| 5-6-2022                                                              | Il Cairo                                                              | Egitto                                                                | 1 – 0                                                                 | Guinea                                                                | Qual. Coppa d'Africa 2023                                             | -                                                                     |                                                                       |
| 9-6-2022                                                              | Lilongwe                                                              | Etiopia                                                               | 2 – 0                                                                 | Egitto                                                                | Qual. Coppa d'Africa 2023                                             | -                                                                     |                                                                       |
| 14-6-2022                                                             | Seul                                                                  | Corea del Sud                                                         | 4 – 1                                                                 | Egitto                                                                | Amichevole                                                            | -                                                                     |                                                                       |
| 23-9-2022                                                             | Alessandria d'Egitto                                                  | Egitto                                                                | 3 – 0                                                                 | Niger                                                                 | Amichevole                                                            | -                                                                     | 46’                                                                   |
| 18-11-2022                                                            | Al Kuwait                                                             | Belgio                                                                | 1 – 2                                                                 | Egitto                                                                | Amichevole                                                            | -                                                                     |                                                                       |
| Totale                                                                |                                                                       | Presenze                                                              | 28                                                                    |                                                                       | Reti                                                                  | 2                                                                     |                                                                       |

## Palmarès

### Club

#### Competizioni nazionali
- Campionato egiziano: 2

Zamalek: 2020-2021, 2021-2022
- Coppa d'Egitto: 3

Zamalek: 2017-2018, 2018-2019, 2020-2021
- Supercoppa d'Egitto: 2

Zamalek: 2016, 2019

#### Competizioni internazionali
- Coppa della Confederazione CAF: 2

Zamalek: 2018-2019, 2023-2024
- Supercoppa CAF: 2

Zamalek: 2020, 2024